# Želino
Želino (in albanese Zheline; in macedone Желино?) è un comune nella parte nord-occidentale della Macedonia del Nord. Conta 24 390 abitanti (dati 2002). La sede comunale è nella località omonima.

## Geografia fisica
Il comune confina a nord con Jegunovce, a est con la Città di Skopje, a nord-est con Tetovo, a ovest con Brvenica, a sud-est con Sopište e a sud con Makedonski Brod.

## Società

### Evoluzione demografica
Dal punto di vista etnico gli abitanti sono così suddivisi:
- Albanesi: 24 195 - 99.2%
- Macedoni: 71 - 0.30%
- Altri: 124 - 0,50%

## Località
Il comune è formato dall'insieme delle seguenti località:
- Želino (sede comunale)
- Čiflik
- Cerovo
- Dobarce
- Dolna Lešnica
- Gorna Lešnica
- Grupčin
- Kopačin Dol
- Larce
- Lukovica
- Merovo
- Novo Selo
- Ozormište
- Palatica
- Rogle
- Sedlarevo
- Strimnica
- Treboš